# Восстание Леки
Восстание Леки (болг. Бунтът на Лека) — произошедшее в 1079 году восстание против власти Византийской империи в  феме Болгария, организованное филиппольским павликианином Лекой.

## История
Лека захватил земли вокруг Средеца. Согласно Иоанну Скилице, он убил поддерживавшего императора местного епископа. в 1079 году в Месемврии началось восстание под руководством Добромира. Всего повстанцев было около 80 тысяч, но они были плохо вооружены и неподготовлены. Во время этих восстаний отряды печенегов и куманов дошли до Адрианополя, Лека был союзником печенегов и женился на дочери неназванного вождя.
После каких-то неудач в ходе восстания Лека и Добромир признали власть императора Никифора III Вотаниата, который дал им высокие чины и богатые дары.